# Coll de Marcó
El Coll de Marcó és una serra a cavall dels municipis de Tivissa i Ginestar (Ribera d'Ebre) amb una elevació màxima de 236 metres.